# Милорадовка (Саратовская область)
Милорадовка — село в Краснопартизанском районе Саратовской области России. Входит в состав сельского поселения Рукопольское муниципальное образование.

## География
Село расположено по обоим берегам реки Большой Узень.

## История
Основано в 1763 году тремя семьями переселенцев (Вёшкины, Гаврины, Сайгины) из села Озерки Тамбовской губернии.
До революции в Милорадовке проходили 2 ярмарки в год — Преображенская (6 августа) и Покровская (1 октября). Длились они по одному дню. Продавались на них мануфактура, бакалейный и щепной товар.
До 2013 года село было административным центром Милорадовского муниципального образования, а после его ликвидации вошло в состав Рукопольского муниципального образования.